# Барбоши (Васлуј)
Барбоши (рум. Barboși) насеље је у Румунији у округу Васлуј у општини Хочени. Oпштина се налази на надморској висини од 132 m.

## Становништво
Према подацима из 2002. године у насељу је живело 806 становника, од којих су сви румунске националности.